# 伊萬尼夫卡 (托克馬克市鎮)
47°15′17″N 35°49′34″E / 47.25472°N 35.82611°E
伊萬尼夫卡（烏克蘭語：Іванівка）是位於烏克蘭東南部的村莊，由扎波羅熱州波洛希區的托克馬克市鎮負責管轄。該村始建於1929年，面積0.77平方公里，海拔高度57米，2001年人口168，人口密度每平方公里218.2人。